# Hololepta cubensis
Hololepta cubensis är en skalbaggsart som beskrevs av Wilhelm Ferdinand Erichson 1834. Hololepta cubensis ingår i släktet Hololepta och familjen stumpbaggar. Inga underarter finns listade i Catalogue of Life.